# Décomplexation
En chimie, une décomplexation, anglicisme bien plus courant que le terme décomplexion qui serait correct en français, est l'action de retirer un ligand d'un complexe. Cette réaction est particulièrement importante s'agissant des ligands synthétisés au sein de la sphère de coordination de l'ion métallique, ce qui est souvent le cas en chimie organométallique.

## Décomplexation par déplacement de ligand
Les ligands peuvent être décomplexés par déplacement par un autre ligand, par exemple par un ligand très basique ou sous l'effet d'une pression élevée de monoxyde de carbone C≡O. Les arènes sont libérés des complexes (arène)Cr(CO)3 sous l'action de ligands pyridine C5H5N : 
(arène)Cr(CO)3 + 3 C5H5N ⟶ (C5H5N)3Cr(CO)3 + arène.
Le complexe (C5H5N)3Cr(CO)3 peut alors être recyclé. L'exemple ci-dessous illustre cette approche pour produire la (–)-stéganone via un complexe de chrome et d'halogénure d'aryle, procédé terminé par une décomplexation libérant le produit final.

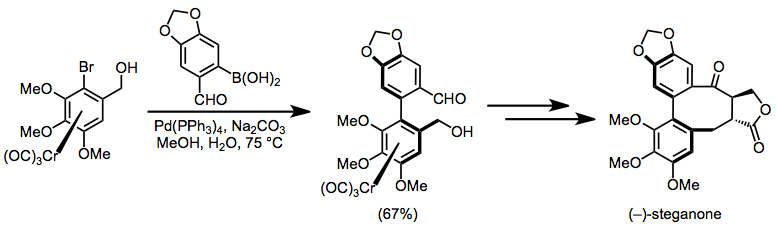

Le 1,4,7-trithiocyclononane peut ainsi être préparé dans la sphère de coordination du métal puis isolé par décomplexation :

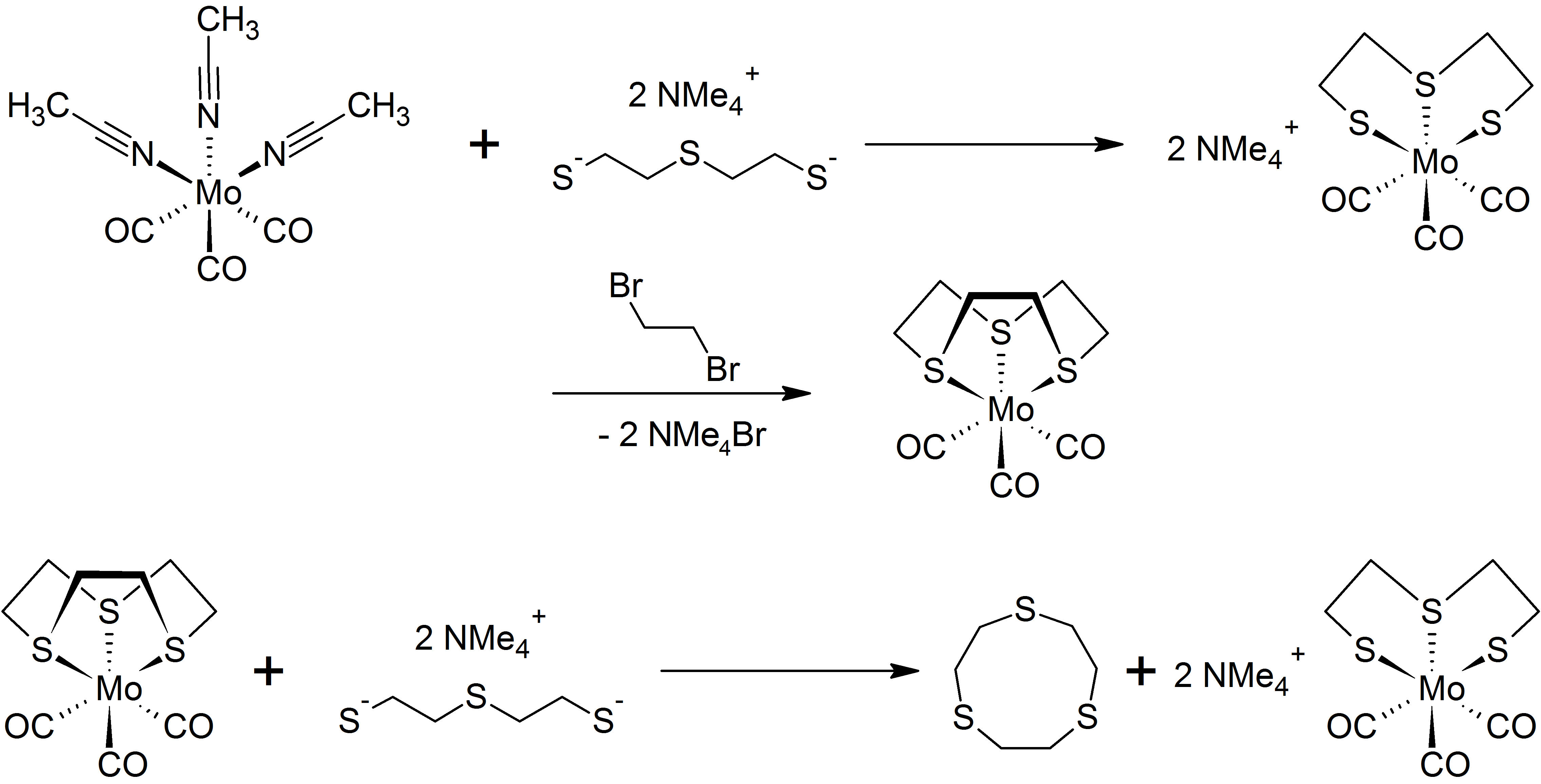